# Soliferrum
Der Soliferrum war ein iberischer Speer, der später auch von den Römern genutzt wurde.

## Name
Soliferrum ist der lateinische Name für diese Waffe (solus = nur, ferrum = Eisen). Bei den Keltiberiern wurde der Speer Saunion genannt.

## Beschreibung und Verwendung
Der Soliferrum war ein 1,5 bis 2 Meter langer Speer, der komplett aus Eisen gefertigt wurde. Er hatte nur einen Zentimeter im Durchmesser und war rund. Die Spitze war recht unterschiedlich geformt: manchmal ganz spitz zulaufend, manchmal eher breit; doch hatte sie immer 2 bis 4 Widerhaken, wodurch sie nicht mehr aus einer Wunde oder einem Schild herausgezogen werden konnte. Der Schaft war in der Mitte etwas verdickt und mit Griffleisten verziert, was das Halten der Waffe erleichterte.
Aufgrund des schweren Materials war der Soliferrum im Vergleich zu anderen Wurfwaffen ein sehr schwerer Speer, was seine Durchschlagskraft erhöhte. Durch die kleine Spitze konnte diese Waffe selbst starke Rüstungen und dicke Schilde durchbohren. Im Nahkampf war der Soliferrum nahezu unzerstörbar und zum Stechen vortrefflich geeignet. 
Verwendet wurde er sowohl von Keltiberern als auch von Bergvölkern. Getragen wurde sie oft parallel zur Caetra. Die Herstellung war sehr teuer, weswegen die Waffe nur von reichen Kriegern verwendet wurde. Man findet sie oft in Gräbern als Beigabe.

## Geschichte
Ausgrabungen legen nahe, dass der Soliferreum im Norden der Pyrenäen seinen Ursprung hat. Im 1. Jahrtausend v. Chr. verbreitete sich dieser Speer dann über die Iberische Halbinsel und in die Alpen, wo der Soliferreum von Bergvölkern verwendet wurde. Als Hannibal über die Alpen marschierte, schlossen sich ihm viele keltiberische Krieger an, um ihn gegen das römische Reich zu unterstützen. Im Zweiten Punischen Krieg spielte der Soliferrum bei Geplänkeln eine wichtige Rolle. Später kam er als Waffe dann auch für kurze Zeit in die römischen Militärarsenale, der Soliferrum wurde von den Legionären allerdings nie sehr geschätzt, da er teuer war und die Vorteile des Pilums nicht hatte. Der Soliferrum verschwand mit der endgültigen Eroberung Hispaniens durch die Römer im Kantabrischen Krieg.